# Caleb Porter
Caleb Porter (Tacoma, Washington, 18 de febrero de 1975) es un exfutbolista y director técnico estadounidense. Actualmente dirige al New England Revolution.
Porter jugó al fútbol universitario en la Universidad de Indiana entre 1994 y 1997. Luego de graduarse realizó el salto al profesionalismo a la MLS, pero su carrera terminaría abruptamente un par de años más tarde debido a repetidas lesiones en la rodilla.
Como entrenador, además de dirigir a los Zips durante varios años, fue el director técnico de la selección estadounidense sub-23 entre 2011 y 2012. En agosto de 2012 se anunció que los Portland Timbers habían fichado a Porter para dirigir el equipo de la MLS a partir de la temporada 2013 y dirigió hasta 2017.

## Como jugador
Porter estudió en la Universidad de Indiana, donde jugó para el equipo de fútbol masculino entre 1994 y 1997. Se graduó en 1997 con un título en administración deportiva. En febrero de 1998, el San José Clash seleccionó a Porter en la tercera ronda (27.° global) en el draft universitario de la MLS de 1998. No jugó ningún partido con el Clash en 1998 y solo 4 en 1999. El Clash lo envió en calidad de préstamo a los Sacramento Geckos de la A-League estadounidense. Luego de este paso por los Geckos, se desligó del Clash y fue inmediatamente contratado por el Tampa Bay Mutiny de la MLS. Sufrió varias lesiones en las rodillas y fue sometido a cirugía artroscópica en ambas rodillas entre temporadas. Se retiró el 30 de junio de 2000. En 1997, Porter fue parte del equipo estadounidense que obtuvo la medalla de bronce en la Universiada de 1997.

## Como entrenador
En el año 2000, Porter regresó a la Universidad de Indiana como asistente del equipo de fútbol masculino. Luego de que Ken Lolla dejara la Universidad de Akron en diciembre de 2005, los Zips contrataron a Porter como su entrenador en jefe. Luego de llevar a los Zips a dos títulos de conferencia consecutivos y haber sido nombrado entrenador del año en 2007, Porter extendió su contrato por dos años más en junio de 2008.
Luego de una temporada casi perfecta con Akron en 2009, se rumoreó que Porter se encontraba en charlas con el DC United de la MLS para ocupar su posición vacante de entrenador en jefe. No obstante, la Universidad de Akron y Porter llegaron a un acuerdo que lo mantendría con los Zips los siguientes cinco años.

Bajo Porter, el equipo de Akron ganó el campeonato de fútbol masculino de la División I de la NCAA, venciendo a los Louisville Cardinals 1-0 en la final.
Porter fue nombrado como entrenador en jefe de la selección masculina de fútbol sub-23 de los Estados Unidos el 20 de octubre de 2011. No obstante, luego de no superar la clasificación en la CONCACAF para los Juegos Olímpicos de 2012 fue destituido del cargo y regresó a continuar dirigiendo a los Zips.
En agosto de 2012 fue nombrado entrenador de los Portland Timbers de la MLS, cargo que asumió al finalizar la temporada del fútbol universitario con los Akron Zips. Dejó el club en noviembre de 2017 por mutuo acuerdo.
El 4 de enero de 2019, Columbus Crew SC anunció que Porter sería el nuevo entrenador del equipo, en reemplazo de Gregg Berhalter.Ayudó al club a obtener la MLS Cup 2020, pero no lograría clasificar a los play-offs en ninguna otra temporada.El 10 de octubre de 2022, fue despedido de su cargo.
El 19 de diciembre de 2023, fue oficializado como entrenador del New England Revolution.

## Clubes

### Como jugador
| Club              | País           | Año       |
| ----------------- | -------------- | --------- |
| San Jose Clash    | Estados Unidos | 1998-1999 |
| Sacramento Geckos | Estados Unidos | 1999      |
| Tampa Bay Mutiny  | Estados Unidos | 1999-2000 |

### Como entrenador
| Club                                   | País           | Año           |
| -------------------------------------- | -------------- | ------------- |
| Indiana Hoosiers (Asistente)           | Estados Unidos | 2000-2005     |
| Akron Zips                             | Estados Unidos | 2006-2012     |
| Selección Sub-23 de los Estados Unidos | Estados Unidos | 2011-2012     |
| Portland Timbers                       | Estados Unidos | 2013-2017     |
| Columbus Crew                          | Estados Unidos | 2019-2022     |
| New England Revolution                 | Estados Unidos | 2023-presente |

## Estadísticas como entrenador
| Club                   | País           | Año       | PJ  | PG  | PE  | PP  | Efectividad |
| ---------------------- | -------------- | --------- | --- | --- | --- | --- | ----------- |
| Portland Timbers       | Estados Unidos | 2013-2017 | 202 | 85  | 57  | 60  | 51.49%      |
| Columbus Crew          | Estados Unidos | 2019-2022 | 138 | 53  | 39  | 46  | 47.83%      |
| New England Revolution | Estados Unidos | 2023-Act. | 70  | 21  | 14  | 35  | 36.67%      |
| Total                  | Total          | Total     | 410 | 159 | 110 | 141 | 47.72%      |

## Palmarés

### Como entrenador

#### Campeonatos nacionales
| Título  | Club             | País           | Año  |
| ------- | ---------------- | -------------- | ---- |
| MLS Cup | Portland Timbers | Estados Unidos | 2015 |
| MLS Cup | Columbus Crew SC | Estados Unidos | 2020 |